# Ильино (Тамбовская область)
Ильино — посёлок в Сосновском районе Тамбовской области России. Входит в состав Ламского сельсовета.

## География
Ильино расположено в пределах Окско-Донской равнины, в северо-западной части района, на реке Польной Воронеж. Внизу по течению, на противоположном берегу, находится село Андреевка. Селения помимо реки разделяет межмуниципальная дорога. Вверх по течению, на противоположном берегу, стоит посёлок Юркино (Новоюрьевский сельсовет, Староюрьевский район). Мостового перехода между посёлками нет. 
Климат
Ильино находится, как и весь район, в умеренном климатическом поясе, и входит в состав континентальной климатической области Восточно-Европейской равнины. В среднем в год выпадает от 350 до 450 мм осадков. Весной, летом и осенью преобладают западные и южные ветра, зимой — северные и северо-восточные. Средняя скорость ветра 4-5 м/с.

## История
Основан в 1922 году переселенцами из села Атманов Угол.
Во время коллективизации создаётся колхоз «Путь к социализму». Он в 1950 году вошёл в состав колхоза «Завет Ильича» (центр — село Андреевка).
Согласно Закону Тамбовской области от 17 сентября 2004 года № 232-З посёлок включили в состав образованного муниципального образования Ламский сельсовет.

## Население
| 2010 |
| ---- |
| 44   |

В 1926 году 46 хозяйств, где проживали 350 человек (мужчин — 182, женщин — 168).
По спискам сельскохозяйственного налога на 1928-29 гг. в Ильино насчитывалось 52 хозяйства и 356 человек
По состоянию на 28 января 1957 года в Ильино был 241 житель и, кроме того, 68 человек временно отсутствовали
В 2002 году посёлок насчитывал 67 жителей
В 2015 году постоянное население посёлка насчитывало 53 человека, в 2017 году — 53, в 2018 — 50, в 2019 — 49 (проживавших в 38 домах)

## Инфраструктура
В октябре 2018 года посёлок газифицировали.

## Транспорт
Улица Речная выходит на автодорогу межмуниципального значения 68Н-049.